# Ralph Boschung
Ralph Boschung (Bern, 1997. szeptember 23. –) egykori svájci autóversenyző, aki legutóbb a FIA Formula–2 bajnokságban a Campos Racing színeiben versenyzett.

## Pályafutása

### A kezdetek
2008-ban a hazájában megrendezésre kerülő gokart versenyen, a Romand bajnokság elnevezésű sorozatban indult a Mini kategóriában.
2012-ben vezetett először együléses formulaautót, a Formula BMW Talent Cup sorozatban. A szezont az 5. helyen fejezte be 37 ponttal és egy győzelemmel.
2013-ban a német ADAC Formel Masterben a Team KUG Motorsport színeiben állt rajthoz és a 7. helyen zárt egy gőzelemmel a Slovakiaringen. 2014-re átigazolt a Lotus csapatához. Többször is dobogós helyen végzett, de nyernie nem sikerült. Ismét a 7. pozíciót foglalhatta el az összetett tabellán.

### GP3
2015-ben a Formula–1 második számú betétszériájába, a GP3-ba szerződött a Jenzer Motorsporthoz. A silverstonei sprintfutamon a 3. helyen intette le a kockás zászló, összetettben pedig a 11. lett 28 ponttal.
2016-ban a finn Koiranen GP alakulatával állt rajthoz. 2016. július 3-án megnyerte a Red Bull Ringen rendezett sprintversenyt, amivel első és utolsó győzelmét aratta a kategóriában.

### Formula–2
2017-re aláírt a spanyol Campos Racing istállóhoz az FIA Formula–2 bajnokságba. Az idény során több csapattársa is volt, Stefano Coletti, Roberto Merhi, Robert Vișoiu és Álex Palou is megfordult mellette. Ő maga sem fejezte be a szezont, hiszen az utolsó fordulóra Lando Norris váltotta.
2018-ban Merhi társaként versenyzett az MP Motorsport csapatánál. 17 pontot szerezve a 18. lett az év végén. Ismételten nem sikerült megőriznie ülését mind a 24 versenyre. Oroszországra és Abu-Dzabira Niko Kari ült be a helyére.
2019 márciusában a Trident bejelentette, hogy szerződtette Boschungot a 2019-es kiírásra. Szponzorálási és pénzügyi gondok miatt nem indult Ausztriában, Angliában, Olaszországban és Abu-Dzabiban sem. Csupán a 19. helyre lett rangsorolva 3 ponttal. Az olasz gárda a csapatbajnokság utolsó helyén zárt. Még ebben az évben tesztelt volna az amerikai IndyCarban Sebringben, de végül nem hajtott a pályára.
2020. december 1-jén jelentették be, hogy 2021-ben korábbi csapata, a Campos Racing színeiben fog szerepelni. A visszatérését még a 2020-as évadban megejthette, mivel Jack Aitken a Formula–1-ben versenyzett a szahír nagydíjon.
A 2021-es kiírás második fordulójában, Monacóban az első sprintfutamon megszerezte addigi legjobb helyezését a géposztályban, 4. lett. Az orosz nagydíj főfutamán a dobogós helyről esett ki egy defekt miatt. December 4-én az új dzsiddai utcai pályán sokáig az élmezőnyben haladt, de fokozatosan a 15. helyig csúszott hátra. Egy nappal később a főversenyen a rajt utáni előzéseiben a 3. pozícióig jött előre, amit végig tartott és ezzel első dobogós helyezését szerezte meg a bajnokságban.
2021. november 23-án nyilvánosságra hozták, hogy Boschung aláírt 2022-re is a Campos Racinggel, amivel az évad második bejelentett pilótája lett, Clément Novalak után.

## Eredményei

### Karrier összefoglaló
| Szezon | Bajnokság              | Csapat              | Verseny | Győzelem | Pole | Leggyorsabb kör | Dobogós helyezés | Pont | Helyezés |
| ------ | ---------------------- | ------------------- | ------- | -------- | ---- | --------------- | ---------------- | ---- | -------- |
| 2012   | Formula BMW Talent Cup |                     | 3       | 4        | 2    | 3               | 1                | 37   | 4.       |
| 2013   | ADAC Formel Masters    | Team KUG Motorsport | 24      | 1        | 0    | 4               | 6                | 122  | 7.       |
| 2014   | ADAC Formel Masters    | Lotus               | 24      | 0        | 0    | 6               | 8                | 160  | 7.       |
| 2015   | GP3                    | Jenzer Motorsport   | 18      | 0        | 0    | 0               | 1                | 28   | 11.      |
| 2016   | GP3                    | Koiranen GP         | 12      | 1        | 0    | 1               | 1                | 48   | 11.      |
| 2017   | Formula–2              | Campos Racing       | 20      | 0        | 0    | 0               | 0                | 11   | 19.      |
| 2018   | Formula–2              | MP Motorsport       | 20      | 0        | 0    | 0               | 0                | 17   | 18.      |
| 2019   | Formula–2              | Trident             | 14      | 0        | 0    | 0               | 0                | 3    | 19.      |
| 2020   | Formula–2              | Campos Racing       | 2       | 0        | 0    | 0               | 0                | 0    | 25.      |
| 2021   | Formula–2              | Campos Racing       | 23      | 0        | 0    | 1               | 2                | 59,5 | 10.      |
| 2022   | Formula–2              | Campos Racing       | 16      | 0        | 0    | 0               | 2                | 40   | 15.      |
| 2023   | Formula–2              | Campos Racing       | 25      | 1        | 0    | 0               | 2                | 37   | 16.      |

### Teljes GP3-as eredménylistája
(Táblázat értelmezése)

(Félkövér: pole-pozícióból indult; dőlt: leggyorsabb kört futott) 

| Év   | Csapat            | 1          | 2          | 3         | 4         | 5         | 6          | 7          | 8          | 9          | 10         | 11        | 12        | 13         | 14         | 15         | 16        | 17         | 18         | Helyezés | Pont |
| ---- | ----------------- | ---------- | ---------- | --------- | --------- | --------- | ---------- | ---------- | ---------- | ---------- | ---------- | --------- | --------- | ---------- | ---------- | ---------- | --------- | ---------- | ---------- | -------- | ---- |
| 2015 | Jenzer Motorsport | ESP FEA Ki | ESP SPR 14 | AUT FEA 8 | AUT SPR 8 | GBR FEA 8 | GBR SPR 3  | HUN FEA 13 | HUN SPR 8  | BEL FEA 9  | BEL SPR 8  | ITA FEA 9 | ITA SPR 7 | RUS FEA 11 | RUS SPR Ni | BHR FEA 10 | BHR SPR 9 | UAE FEA 12 | UAE SPR 11 | 11.      | 28   |
| 2016 | Koiranen GP       | ESP FEA 10 | ESP SPR 10 | AUT FEA 4 | AUT SPR 1 | GBR FEA 6 | GBR SPR 12 | HUN FEA 5  | HUN SPR 22 | GER FEA 15 | GER SPR Ki | BEL FEA   | BEL SPR   | ITA FEA 18 | ITA SPR 9  | MAL FEA    | MAL SPR   | UAE FEA    | UAE SPR    | 11.      | 48   |

### Teljes FIA Formula–2-es eredménysorozata
(Táblázat értelmezése)

(Félkövér: pole-pozícióból indult; dőlt: leggyorsabb kört futott) 

| Év   | Csapat        | 1          | 2          | 3          | 4          | 5          | 6          | 7          | 8          | 9          | 10         | 11          | 12         | 13         | 14         | 15          | 16         | 17         | 18          | 19         | 20          | 21         | 22         | 23          | 24          | 25         | 26         | 27         | 28         | Helyezés | Pont |
| ---- | ------------- | ---------- | ---------- | ---------- | ---------- | ---------- | ---------- | ---------- | ---------- | ---------- | ---------- | ----------- | ---------- | ---------- | ---------- | ----------- | ---------- | ---------- | ----------- | ---------- | ----------- | ---------- | ---------- | ----------- | ----------- | ---------- | ---------- | ---------- | ---------- | -------- | ---- |
| 2017 | Campos Racing | BHR FEA 12 | BHR SPR Ki | ESP FEA 12 | ESP SPR 17 | MON FEA 12 | MON SPR Ki | AZE FEA 8  | AZE SPR 8  | AUT FEA 7  | AUT SPR Ki | GBR FEA 11  | GBR SPR Ki | HUN FEA 11 | HUN SPR 16 | BEL FEA 13  | BEL SPR 13 | ITA FEA 15 | ITA SPR 13  | JER FEA Ki | JER SPR 19† | UAE FEA    | UAE SPR    |             |             |            |            |            |            | 19.      | 11   |
| 2018 | MP Motorsport | BHR FEA 10 | BHR SPR 7  | AZE FEA 7  | AZE SPR 8  | ESP FEA Ki | ESP SPR Ki | MON FEA Ki | MON SPR Ki | FRA FEA Ki | FRA SPR 16 | AUT FEA Ki  | AUT SPR 15 | GBR FEA 9  | GBR SPR 9  | HUN FEA 18  | HUN SPR Ki | BEL FEA Ki | BEL SPR 12  | ITA FEA 8  | ITA SPR Ki  | RUS FEA    | RUS SPR    | UAE FEA     | UAE FEA     |            |            |            |            | 18.      | 17   |
| 2019 | Trident       | BHR FEA 11 | BHR SPR 14 | AZE FEA 12 | AZE SPR Ki | ESP FEA 10 | ESP SPR 10 | MON FEA 9  | MON SPR Ki | FRA FEA Ki | FRA SPR 15 | AUT FEA     | AUT SPR    | GBR FEA    | GBR SPR    | HUN FEA 18† | HUN SPR 18 | BEL FEA T  | BEL SPR T   | ITA FEA    | ITA SPR     | RUS FEA 14 | RUS SPR 12 | UAE FEA     | UAE SPR     |            |            |            |            | 19.      | 3    |
| 2020 | Campos Racing | AUT1 FEA   | AUT1 SPR   | AUT2 FEA   | AUT2 SPR   | HUN FEA    | HUN SPR    | GBR1 FEA   | GBR1 SPR   | GBR2 FEA   | GBR2 SPR   | ESP FEA     | ESP SPR    | BEL FEA    | BEL SPR    | ITA FEA     | ITA SPR    | MUG FEA    | MUG SPR     | RUS FEA    | RUS SPR     | BHR1 FEA   | BHR1 SPR   | BHR2 FEA 14 | BHR2 SPR Ki |            |            |            |            | 25.      | 0    |
| 2021 | Campos Racing | BHR SP1 Ki | BHR SP2 17 | BHR FEA 15 | MON SP1 4  | MON SP2 5  | MON FEA 6  | AZE SP1 6  | AZE SP2 Ki | AZE FEA 5  | GBR SP1 14 | GBR SP2 Ki  | GBR FEA 14 | ITA SP1 14 | ITA SP2 9  | ITA FEA 14  | RUS SP1 6  | RUS SP2 T  | RUS FEA 19† | KSA SP1 15 | KSA SP2 9   | KSA FEA 3‡ | UAE SP1 9  | UAE SP2 3   | UAE FEA 9   |            |            |            |            | 10.      | 59,5 |
| 2022 | Campos Racing | BHR SPR 4  | BHR FEA 4  | KSA SPR 15 | KSA FEA 15 | IMO SPR Ki | IMO FEA 3  | ESP SPR Vi | ESP FEA Vi | MON SPR Vi | MON FEA Vi | AZE SPR 15† | AZE FEA 9  | GBR SPR Vi | GBR FEA Vi | AUT SPR     | AUT FEA    | FRA SPR    | FRA FEA     | HUN SPR    | HUN FEA     | BEL SPR 3  | BEL FEA 14 | NED SPR 17  | NED FEA 17  | ITA SPR Ki | ITA FEA Ki | UAE SPR 18 | UAE FEA Ki | 15.      | 40   |
| 2023 | Campos Racing | BHR SPR 1  | BHR FEA 2  | KSA SPR 4  | KSA FEA 19 | AUS SPR Ni | AUS FEA 16 | AZE SPR Ki | AZE FEA 20 | MON SPR Ki | MON FEA Ki | ESP SPR 16  | ESP FEA 15 | AUT SPR 17 | AUT FEA 14 | GBR SPR 20  | GBR FEA Ki | HUN SPR Ki | HUN FEA 19  | BEL SPR 8  | BEL FEA 10  | NED SPR Ki | NED FEA 16 | ITA SPR 19  | ITA FEA 9   | UAE SPR 18 | UAE FEA 15 |            |            | 16.      | 37   |

† A versenyt nem fejezte be, de helyezését értékelték, mert teljesítette a futam több, mint 90%-át.
‡ A versenyt félbeszakították, és mivel nem teljesítették a táv 75%-át, így csak a pontok felét kapta meg.